# محمد الغويل
محمد الغويل (مواليد 31 ديسمبر عام 1990 م) لاعب كرة قدم من ليبيا، يلعب مهاجم (رأس حربة)، مهاجم النادي السويحلي الليبي سابقا والان يلعب مع فريق الاتحاد الليبي بالدوري الليبي الممتاز.

## الأندية التي لعب لها
نادي السويحلي الليبي 
((نادي الاتحاد الليبي))
كما شارك مع المنتخب الليبي في ثلاث مباريات وسجل هدف وحيد في مرمى المنتخب اليمني في مباراة انتهت نتيجها3-1 لمصلحة المنتخب الليبي.